# 拉格爾內島
拉格爾內島是俄羅斯的島嶼，屬於北地群島的一部分，位於共青團員島西北0.8公里的喀拉海，由克拉斯諾亞爾斯克邊疆區負責管轄，長1.3公里、寬1公里，最高點海拔高度26米，島上無人居住。